# Герб гмины Волянув
Герб гмины Волянув (пол. Herb gminy Wolanów) — официальный символ гмины Волянув, расположенной в Мазовецком воеводстве Польши.

## Описание
Официальное описание герба гмины Волянув:

В голубом поле св. Доротея Кесарийская, в красном платье и серебряном плаще с золотой короной и нимбом, в правой руке держащая золотую плетёную корзину с красно-зелёными розами, а в левой руке золотую пальмовую ветвь. Слева, у её ног, красный овальный щит с золотой каймой, на котором золотой молот с двумя скрещенными ключами на нём.
Оригинальный текст (пол.)W polu błękitnym Św. Dorotę z Cezarei w czerwonej sukni i srebrnym płaszczu ze złotą koroną i takimż nimbem, w prawym ręku trzymającą koszyk wiklinowy złoty z różami czerwono-zielonymi a w lewym ręku palmę męczeńską złotą. Z lewej strony u jej stóp owalna tarcza czerwona ze złotym obramowaniem, na której młotek złoty w słup a na nim dwa takież skrzyżowane klucze.— Urząd Gminy Wolanów.
Изображение св. Доротеи Кесарийской символизирует покровительницу католического прихода, действующего в Волянове с конца XIV века, и костёла св. Доротеи и св. Иоанна Богослова, построенного в 1749 году.
Проект герба гмины получил положительное заключение Геральдической комиссии № 67-1674/O/2017 от 14 июля 2017 года и 6 февраля 2018 года Постановлением Советом гмины № XXXVIII/212/2018 герб был принят к использованию.
Автором герба является известный польский геральдист Роберт Шидлик (пол. Robert Szydlik).